# Modesto Denis
Pour les articles homonymes, voir Denis.
Modesto Denis (né le 9 mars 1901 et mort le 30 avril 1956) fut un footballeur international paraguayen, qui jouait au poste de gardien de but.

## Biographie
Il est surtout connu pour avoir participé à la coupe du monde 1930 en Uruguay, où sa sélection nationale tombe dans le groupe D avec les États-Unis et la Belgique. Mais, les Paraguayens finissent à la 2e place de ce dernier groupe et ne se qualifient finalement pas le 1er tour. 
Il a également participé à cinq éditions de la Copa América, à savoir celles de 1922, 1923, 1924, 1925 et 1926.
Avec son équipe du Club Nacional, il remporte le championnat du Paraguay de football en 1924 et 1926.